# Костинещ
Костинещ или Манджабунар (на румънски: Costinești) е село в румънския жудец (окръг) Кюстенджа.
Селото се намира на брега на Черно море, на около 30 километра южно от град Кюстенджа.

## История
В селото е съществувала колония добруджански немци. След загубата на Германия през Първата световна война немците в Манджапунар са подложени на репресии от румънските жители и много от тях напускат селото.